# Fürnheim

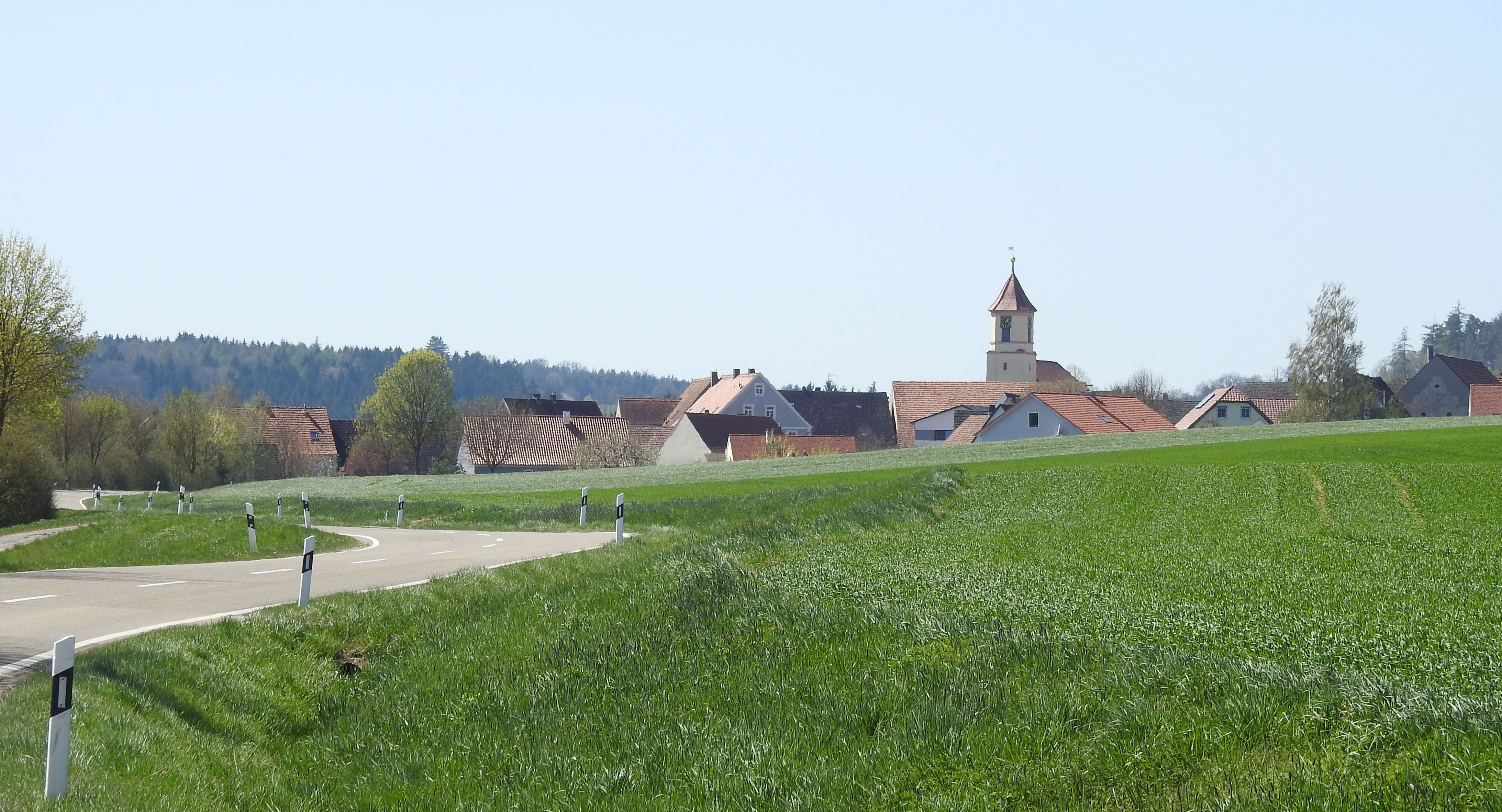
Fürnheim von Osten

Fürnheim (fränkisch: Fürnna) ist ein Gemeindeteil der Stadt Wassertrüdingen im Landkreis Ansbach (Mittelfranken, Bayern). Die Gemarkung Fürnheim hat eine Fläche von 10,163 km². Sie ist in 1127 Flurstücke aufgeteilt, die eine durchschnittliche Fläche von 9017,87 m² haben. In ihr liegen neben dem namensgebenden Ort die Gemeindeteile Goschenhof und Himmerstall. In der Gemarkung gibt es 335 Einwohner (Stand März 2023).

## Geographie
Das Kirchdorf liegt am Forstgraben, einem rechten Zufluss der Wörnitz. Der Auchtwiesengraben mündet dort als linker Zufluss und der Badwiesengraben als rechter Zufluss in den Forstgraben. Nördlich des Ortes im Waldgebiet Jägerschlag erhebt sich der Geißberg (500 m ü. NHN). Dort gibt es einen Blasensandstein-Aufschluss, der als Geotop ausgezeichnet ist. Im Südosten erhebt sich der Kapellenbuck, dahinter liegt das Waldgebiet Fürnheimer Hut.
Die Kreisstraße AN 47 führt nach Himmerstall (2,1 km westlich) bzw. an der Schmalzmühle vorbei und die Staatsstraße 2218 kreuzend nach Röckingen (4,4 km nordöstlich). Eine Gemeindeverbindungsstraße führt nach Goschenhof (1,1 km südwestlich).

## Geschichte
Nachdem die Bevölkerungszahl im Dreißigjährigen Krieg stark gesunken war, gelang die Wiederbesiedelung wohl nicht zuletzt durch die österreichischen Exulanten, die sich im Raum niederließen.
Die Fraisch über Fürnheim war umstritten. Sie wurde sowohl vom ansbachischen Oberamt Wassertrüdingen als auch vom oettingen-spielbergischen Oberamt Aufkirchen beansprucht. Die Dorf- und Gemeindeherrschaft war strittig zwischen dem ansbachischen Verwalteramt Röckingen und dem Oberamt Aufkirchen. Gegen Ende des 18. Jahrhunderts gab es in Fürnheim 39 Anwesen. Außerdem gab es ein Jägerhaus, eine Kirche, ein Pfarrhaus, ein Schulhaus und ein Gemeindehirtenhaus. Grundherren waren
- das Fürstentum Ansbach (24 Anwesen; Verwalteramt Röckingen: 1 Hof, 3 Halbhöfe, 1 Drittelhof, 3 Viertelhöfe, 4 Güter, 2 Gütlein, 2 halbe Gütlein, 2 Häuser, 2 Häuslein, 4 Halbhäuser)
- das Fürstentum Oettingen-Spielberg (9 Anwesen; Oberamt Aufkirchen: 1 Haus; Verwalteramt Dornstadt: 3 Viertelhöflein, 2 Hauslehen, 1 Sölde, 2 halbe Söldenhäuser)
- der Deutsche Orden (6 Anwesen; Obervogtamt Oettingen: 1 Widemhof, 5 Sölden).[7][8]

Infolge des Gemeindeedikts wurde 1809 das Steuerdistrikt und die Ruralgemeinde Fürnheim gebildet, zu dem bzw. zu der die Orte Buchhof, Forsthöfe, Goschenhof, Himmerstall, Reichenbach, Stahlhöfe gehörten. Mit dem Zweiten Gemeindeedikt wurden zwei Ruralgemeinden gebildet:
- Fürnheim mit Buchhof, Goschenhof und Himmerstall,
- Reichenbach mit Stahlhöfe und Forsthöfe.[10][11]

Die Gemeinde Fürnheim war in Verwaltung und Gerichtsbarkeit dem Mediatuntergericht Aufkirchen zugeordnet und in der Finanzverwaltung dem Rentamt Oettingen (1850 bis 1919 Rentamt Wassertrüdingen, 1919 in Finanzamt Wassertrüdingen umbenannt, 1932–1973 Finanzamt Gunzenhausen, seit 1973 Finanzamt Ansbach). Die Verwaltung und Gerichtsbarkeit ging 1819 auf das Herrschaftsgericht Oettingen diesseits der Wörnitz über, von 1820 bis 1848 war das Herrschaftsgericht Mönchsroth zuständig, das 1848 in eine Gerichts- und Polizeibehörde umgewandelt wurde, die 1850 erlosch. Von 1850 bis 1879 lag die Gerichtsbarkeit beim Landgericht Wassertrüdingen (1879 in das Amtsgericht Wassertrüdingen umgewandelt), von 1956 bis 1970 war das Amtsgericht Gunzenhausen zuständig und von 1970 bis 1973 das Amtsgericht Dinkelsbühl, das seit 1973 eine Zweigstelle des Amtsgerichtes Ansbach ist. Die Verwaltung übernahm 1862 das neu geschaffene Bezirksamt Dinkelsbühl (1939 in Landkreis Dinkelsbühl umbenannt). Mit der Auflösung des Landkreises Dinkelsbühl im Jahr 1972 kam Fürnheim an den Landkreis Ansbach.  Die Gemeinde hatte 1964 eine Gebietsfläche von 7,131 km². Im Zuge der Gebietsreform in Bayern wurde diese am 1. Mai 1978 nach Wassertrüdingen eingemeindet.

### Baudenkmäler
In Fürnheim gibt es vier Baudenkmäler:
- Haus Nr. 33: Ehemaliger Bauernhof, zweigeschossiges Wohnstallhaus mit steilem Satteldach und Putzgliederung, um 1890/1900.
- Haus Nr. 35: Gasthaus und Brauerei Friedrich Höhenberger, ursprünglich erdgeschossiger Bau von 1731, 1813 verändert und wohl aufgestockt, mit Satteldach und Putzgliederung, nördlicher Brauereianbau von 1927, 1996/97 umgebaut und saniert.
- Haus Nr. 40: Evangelisch-lutherische Pfarrkirche, ehemalig St. Nikolaus, spätgotischer Chorturm mit angefügtem klassizistischen Saal, Turm wohl 15. Jahrhundert, Saal nach Plänen von Keim, 1817/20; mit Ausstattung; Friedhofsmauer, im Kern wohl noch mittelalterlich.
- Haus Nr. 142: Sandsteinsäule mit eingeritztem Kreuz, zur Erinnerung an die um 1800 abgegangene Kapelle zum Heiligen Blut.

### Bodendenkmäler
In der Gemarkung Fürnheim gibt es sieben Bodendenkmäler.

### Einwohnerentwicklung
Gemeinde Fürnheim
| Jahr      | 1818   | 1840   | 1852   | 1855   | 1861   | 1867   | 1871   | 1875   | 1880   | 1885   | 1890   | 1895   | 1900   | 1905   | 1910   | 1919   | 1925   | 1933   | 1939   | 1946   | 1950   | 1952   | 1961   | 1970   |
| Einwohner | 275    | 301    | 300    | 293    | 312    | 311    | 303    | 302    | 329    | 343    | 329    | 313    | 322    | 336    | 348    | 336    | 306    | 289    | 271    | 433    | 425    | 407    | 286    | 262    |
| Häuser    | 60     |        |        |        |        |        | 62     |        |        | 72     | 70     |        | 73     |        |        |        | 64     |        |        |        | 72     |        | 66     |        |
| Quelle    | [ 18 ] | [ 19 ] | [ 19 ] | [ 19 ] | [ 20 ] | [ 21 ] | [ 22 ] | [ 23 ] | [ 24 ] | [ 25 ] | [ 26 ] | [ 19 ] | [ 27 ] | [ 19 ] | [ 28 ] | [ 19 ] | [ 29 ] | [ 19 ] | [ 19 ] | [ 19 ] | [ 30 ] | [ 19 ] | [ 13 ] | [ 31 ] |

Ort Fürnheim
| Jahr      | 001818 | 001861 | 001871 | 001885 | 001900 | 001925 | 001950 | 001961 | 001970 | 001987 | 002006 | 002016 | 002023 |
| Einwohner | 213    | 236    | 213    | 263    | 235    | 228    | 335    | 225    | 209    | 253    | *333   | *356   | *335   |
| Häuser    | 45     |        |        | 57     | 56     | 50     | 54     | 54     |        | 76     |        |        |        |
| Quelle    | [ 18 ] | [ 20 ] | [ 22 ] | [ 25 ] | [ 27 ] | [ 29 ] | [ 30 ] | [ 13 ] | [ 31 ] | [ 32 ] | [ 33 ] | [ 33 ] | [ 1 ]  |

## Religion
Der Ort ist seit der Reformation evangelisch-lutherisch geprägt und Sitz der Pfarrei St. Nikolaus. Die Einwohner römisch-katholischer Konfession sind nach St. Rufus (Hausen) gepfarrt.